# Бахмацкий, Василий Николаевич
Василий Николаевич Бахмацкий (1911—2004) — советский работник сельского хозяйства, чабан, Герой Социалистического Труда.

## Биография
Родился 1 января 1911 года в селе Бараники (ныне — Сальского района Ростовской области).
Получив трёхклассное образование, работал по найму. В октябре 1930 года был зачислен в животноводческую бригаду созданного государственного племенного завода «Пролетарский» Пролетарского района Ростовской области. В 1933 году был призван в ряды Красной армии. После службы в РККА вернулся на родину, работал подпаском, чабаном, бригадиром овцеводческой бригады.
Участник Великой Отечественной войны с самого её начала. После демобилизации вернулся в племзавод «Пролетарский», где работал чабаном, старшим чабаном и бригадиром овцеводческой бригады. С 1955 года Бахмацкий — неоднократный участник и призёр ВСХВ и ВДНХ СССР.
C 1980 года Василий Николаевич находился на пенсии. Умер в 2004 году.

## Награды
- Указом Президиума Верховного Совета СССР от 22 марта 1966 года за достигнутые успехи в развитии животноводства, увеличении производства и заготовок шерсти и другой продукции Бахмацкому Василию Николаевичу присвоено звание Героя Социалистического Труда с вручением ордена Ленина и золотой медали «Серп и Молот».
- Также награждён орденом Отечественной войны 2-й степени (21.02.1987) и многими медалями, в числе которых «За победу над Германией в Великой Отечественной войне 1941—1945 гг.».